# Clinton (Ohio)
Clinton ist ein Village im Nordwesten des US-Bundesstaates Ohio und liegt im Summit County.

## Geographie
Die Gemeinde umfasst ein Areal von 9,4 km². Hiervon sind 9,2 km² Land- und 0,2 km² Wasserflächen.
Der Anteil der Wasserfläche entspricht rund 2,5 %. Nach dem Zensus von 2000 lebten dort lediglich 1337 Menschen.
Der Ort liegt auf dem östlichen Ufer des weitgehend kanalisierten Tuscarawas River. Außerdem befindet sich unweit des Ortes der Ohio-Erie-Kanal.
Sehenswert ist die Kreuzung zweier historisch bedeutender Wasserstraßen nahe der Ortschaft. Es kreuzen sich hier der Tuscarawas River und der im 19. Jahrhundert angelegte Eriekanal. Damals entwickelte sich Clinton zu einem wohlhabenden Städtchen. Heute ist der Ort nicht mehr als ein Vorort der Kleinstadt Akron. Entlang alter Treidelpfade befinden sich Informationstafeln zur früheren Funktion und Bedeutung der beiden Wasserstraßen, insbesondere des Eriekanals.